# Геомифология
Геомифология (англ. Geomythology) — термин, введенный ученым-геологом Дороти Виталиано в 1968 году в книге «Легенды о Земле и их геологическое происхождение». Термин употребляется для классификации мифологических повествований, происхождение которых связано с природными явлениями и катастрофами.
Виталиано считает, что возникновение некоторых мифологических повествований тесно связано с имевшими место в истории геологическими и космическими явлениями (вроде землетрясений, земных разломов, наводнений, затмений, столкновений с космическими телами и т. п.). Некоторые мифы возникли в результате попыток человека объяснить выдающиеся природные проявления. Локальные мифы иногда оказывались полезными при решении геологических проблем, равно как и геологические понятия были полезны при изучении мифологии. Примеры приведены в её работе под названием «Геомифология: геологические источники мифов и легенд.»(«Geomythology: geological origins of myths and legends»).
В августе 2004 г. 32-й Международный геологический конгресс провел сессию на тему «Миф и геология», результатом которой стал первый рецензируемый сборник статей по этой теме (2007 г.).